# Vuelta a España 2000
La Vuelta a España 2000, cinquantacinquesima edizione della corsa, si svolse in venti tappe precedute da un cronoprologo iniziale dal 26 agosto al 17 settembre 2000, per un percorso totale di 2 893,6 km. Fu vinta dallo spagnolo Roberto Heras che terminò la gara in 70h26'14".

## Tappe
| Tappa  | Data         | Percorso                       | km      | Vincitore di tappa       | Leader cl. generale |
| ------ | ------------ | ------------------------------ | ------- | ------------------------ | ------------------- |
| 1ª     | 26 agosto    | Malaga (cron. individuale)     | 13,3    | Alex Zülle               | Alex Zülle          |
| 2ª     | 27 agosto    | Malaga > Cordova               | 167,5   | Óscar Freire             | Alex Zülle          |
| 3ª     | 28 agosto    | Montoro > Valdepeñas           | 198,4   | Jans Koerts              | Alex Zülle          |
| 4ª     | 29 agosto    | Valdepeñas > Albacete          | 159     | Óscar Freire             | Alex Zülle          |
| 5ª     | 30 agosto    | Albacete > Xorret de Catí      | 152,3   | Eladio Jiménez           | Alex Zülle          |
| 6ª     | 31 agosto    | Benidorm > Valencia            | 155,5   | Paolo Bossoni            | Alex Zülle          |
| 7ª     | 1º settembre | Valencia > Morella             | 175     | Roberto Heras            | Alex Zülle          |
| 8ª     | 2 settembre  | Vinaroz > Port Aventura        | 168,5   | Alessandro Petacchi      | Alex Zülle          |
| 9ª     | 3 settembre  | Tarragona (cron. individuale)  | 37,6    | Abraham Olano            | Abraham Olano       |
| 10ª    | 4 settembre  | Sabadell > La Molina           | 165,8   | Félix Cárdenas           | Santos González     |
| 11ª    | 5 settembre  | Alp > Arcalís (AND)            | 136,5   | Roberto Laiseka          | Ángel Casero        |
|        | 6 settembre  | giorno di riposo               |         |                          |                     |
| 12ª    | 7 settembre  | Saragozza > Saragozza          | 131,5   | Alessandro Petacchi      | Ángel Casero        |
|        | 8 settembre  | giorno di riposo               |         |                          |                     |
| 13ª    | 9 settembre  | Santander > Santander          | 143,3   | Mariano Piccoli          | Ángel Casero        |
| 14ª    | 10 settembre | Santander > Lagos de Covadonga | 146,5   | Andrej Zinčenko          | Roberto Heras       |
| 15ª    | 11 settembre | Cangas de Onís > Gijón         | 164,2   | Álvaro González de Gald. | Roberto Heras       |
| 16ª    | 12 settembre | Oviedo > Angliru               | 168     | Gilberto Simoni          | Roberto Heras       |
| 17ª    | 13 settembre | Benavente > Salamanca          | 155,5   | Davide Bramati           | Roberto Heras       |
| 18ª    | 14 settembre | Béjar > Ciudad Rodrigo         | 159     | Aleksandr Vinokurov      | Roberto Heras       |
| 19ª    | 15 settembre | Salamanca > Avila              | 130     | Mariano Piccoli          | Roberto Heras       |
| 20ª    | 16 settembre | Avila > Alto de Abantos        | 128,2   | Roberto Heras            | Roberto Heras       |
| 21ª    | 17 settembre | Madrid (cron. individuale)     | 38      | Santos González          | Roberto Heras       |
| Totale | Totale       | Totale                         | 2 893,6 |                          |                     |

## Squadre e corridori partecipanti
Le 20 squadre partecipanti alla gara furono:
| N.    | Cod. | Squadra                  |
| ----- | ---- | ------------------------ |
| 1-9   | TEL  | Team Deutsche Telekom    |
| 11-19 | ALS  | Alessio                  |
| 21-29 | BAN  | Banesto                  |
| 31-39 | CTA  | Cantina Tollo            |
| 41-49 | EUS  | Euskaltel-Euskadi        |
| 51-59 | FAR  | Farm Frites              |
| 61-69 | FAS  | Fassa Bortolo            |
| 71-79 | FES  | Festina                  |
| 81-89 | ALM  | Jazztel-Costa de Almeria |
| 91-99 | JAN  | Jean Delatour            |

| N.      | Cod. | Squadra                           |
| ------- | ---- | --------------------------------- |
| 101-109 | KEL  | Kelme-Costa Blanca                |
| 111-119 | LAM  | Lampre-Daikin                     |
| 121-129 | LAP  | L.A. Pecol                        |
| 131-139 | LIQ  | Liquigas-Pata                     |
| 141-149 | MAP  | Mapei-Quick Step                  |
| 151-159 | ONC  | ONCE-Deutsche Bank                |
| 161-169 | PLT  | Team Polti                        |
| 171-179 | REL  | Relax-Fuenlabrada                 |
| 181-189 | SAE  | Saeco Macchine per C.-Valli&Valli |
| 191-199 | VIT  | Vitalicio Seguros                 |

## Dettagli delle tappe

### 1ª tappa
- 26 agosto: Malaga – Cronometro individuale – 13,3 km

Risultati
| Pos. | Corridore     | Squadra        | Tempo  |
| ---- | ------------- | -------------- | ------ |
| 1    | Alex Zülle    | Banesto        | 17'08" |
| 2    | Abraham Olano | ONCE           | a 2"   |
| 3    | Jan Hruška    | Vitalicio Seg. | a 4"   |

| Pos. | Corridore     | Squadra        | Tempo  |
| ---- | ------------- | -------------- | ------ |
| 1    | Alex Zülle    | Banesto        | 17'08" |
| 2    | Abraham Olano | ONCE           | a 2"   |
| 3    | Jan Hruška    | Vitalicio Seg. | a 4"   |

### 2ª tappa
- 27 agosto: Malaga > Cordova – 167,5 km

Risultati
| Pos. | Corridore     | Squadra     | Tempo    |
| ---- | ------------- | ----------- | -------- |
| 1    | Óscar Freire  | Mapei       | 4h01'23" |
| 2    | Jans Koerts   | Farm Frites | s.t.     |
| 3    | Marco Zanotti | Liquigas    | s.t.     |

| Pos. | Corridore     | Squadra        | Tempo    |
| ---- | ------------- | -------------- | -------- |
| 1    | Alex Zülle    | Banesto        | 4h18'31" |
| 2    | Abraham Olano | ONCE           | a 2"     |
| 3    | Jan Hruška    | Vitalicio Seg. | a 4"     |

### 3ª tappa
- 28 agosto: Montoro > Valdepeñas – 198,4 km

Risultati
| Pos. | Corridore           | Squadra       | Tempo    |
| ---- | ------------------- | ------------- | -------- |
| 1    | Jans Koerts         | Farm Frites   | 5h08'27" |
| 2    | Alessandro Petacchi | Fassa Bortolo | s.t.     |
| 3    | Ján Svorada         | Lampre        | s.t.     |

| Pos. | Corridore     | Squadra        | Tempo    |
| ---- | ------------- | -------------- | -------- |
| 1    | Alex Zülle    | Banesto        | 9h26'58" |
| 2    | Abraham Olano | ONCE           | a 2"     |
| 3    | Jan Hruška    | Vitalicio Seg. | a 4"     |

### 4ª tappa
- 29 agosto: Valdepeñas > Albacete – 159 km

Risultati
| Pos. | Corridore         | Squadra      | Tempo    |
| ---- | ----------------- | ------------ | -------- |
| 1    | Óscar Freire      | Mapei        | 3h46'29" |
| 2    | Giovanni Lombardi | Deutsche Tel | s.t.     |
| 3    | Cristian Moreni   | Liquigas     | s.t.     |

| Pos. | Corridore     | Squadra | Tempo     |
| ---- | ------------- | ------- | --------- |
| 1    | Alex Zülle    | Banesto | 13h13'27" |
| 2    | Abraham Olano | ONCE    | a 2"      |
| 3    | Íñigo Cuesta  | ONCE    | a 21"     |

### 5ª tappa
- 30 agosto: Albacete > Xorret del Catí - 152,3 km

Risultati
| Pos. | Corridore      | Squadra | Tempo    |
| ---- | -------------- | ------- | -------- |
| 1    | Eladio Jiménez | Banesto | 3h54'59" |
| 2    | Roberto Heras  | Kelme   | a 3"     |
| 3    | Alex Zülle     | Banesto | a 9"     |

| Pos. | Corridore              | Squadra        | Tempo     |
| ---- | ---------------------- | -------------- | --------- |
| 1    | Alex Zülle             | Banesto        | 17h08'25" |
| 2    | Abraham Olano          | ONCE           | a 1'09"   |
| 3    | Igor González de Gald. | Vitalicio Seg. | a 1'10"   |

### 6ª tappa
- 31 agosto: Benidorm > Valencia - 155,5 km

Risultati
| Pos. | Corridore         | Squadra       | Tempo    |
| ---- | ----------------- | ------------- | -------- |
| 1    | Paolo Bossoni     | Cantina Tollo | 3h27'16" |
| 2    | Giovanni Lombardi | Deutsche Tel  | s.t.     |
| 3    | Óscar Freire      | Mapei         | s.t.     |

| Pos. | Corridore              | Squadra        | Tempo     |
| ---- | ---------------------- | -------------- | --------- |
| 1    | Alex Zülle             | Banesto        | 20h35'41" |
| 2    | Abraham Olano          | ONCE           | a 1'09"   |
| 3    | Igor González de Gald. | Vitalicio Seg. | a 1'10"   |

### 7ª tappa
- 1º settembre: Valencia > Morella – 175 km

Risultati
| Pos. | Corridore       | Squadra       | Tempo    |
| ---- | --------------- | ------------- | -------- |
| 1    | Roberto Heras   | Kelme         | 3h55'20" |
| 2    | Patrice Halgand | Jean Delatour | a 2"     |
| 3    | Jan Ullrich     | Deutsche Tel  | a 3"     |

| Pos. | Corridore              | Squadra        | Tempo     |
| ---- | ---------------------- | -------------- | --------- |
| 1    | Alex Zülle             | Banesto        | 24h31'04" |
| 2    | Abraham Olano          | ONCE           | a 1'09"   |
| 3    | Igor González de Gald. | Vitalicio Seg. | a 1'10"   |

### 8ª tappa
- 2 settembre: Vinaroz > Port Aventura – 168,5 km

Risultati
| Pos. | Corridore           | Squadra       | Tempo    |
| ---- | ------------------- | ------------- | -------- |
| 1    | Alessandro Petacchi | Fassa Bortolo | 3h52'10" |
| 2    | Giovanni Lombardi   | Deutsche Tel. | s.t.     |
| 3    | Endrio Leoni        | Alessio       | s.t.     |

| Pos. | Corridore              | Squadra        | Tempo     |
| ---- | ---------------------- | -------------- | --------- |
| 1    | Alex Zülle             | Banesto        | 28h23'14" |
| 2    | Abraham Olano          | ONCE           | a 1'09"   |
| 3    | Igor González de Gald. | Vitalicio Seg. | a 1'10"   |

### 9ª tappa
- 3 settembre: Tarragona > Tarragona - Cronometro individuale – 37,6 km

Risultati
| Pos. | Corridore       | Squadra | Tempo  |
| ---- | --------------- | ------- | ------ |
| 1    | Abraham Olano   | ONCE    | 45'02" |
| 2    | Santos González | ONCE    | a 13"  |
| 3    | Ángel Casero    | Festina | a 15"  |

| Pos. | Corridore     | Squadra | Tempo     |
| ---- | ------------- | ------- | --------- |
| 1    | Abraham Olano | ONCE    | 29h09'25" |
| 2    | Ángel Casero  | Festina | a 21"     |
| 3    | Alex Zülle    | Banesto | a 55"     |

### 10ª tappa
- 4 settembre: Sabadell > Super Molina – 165,8 km

Risultati
| Pos. | Corridore        | Squadra        | Tempo    |
| ---- | ---------------- | -------------- | -------- |
| 1    | Félix Cárdenas   | Kelme          | 4h34'10" |
| 2    | Jon Odriozola    | Banesto        | s.t.     |
| 3    | Víctor Hugo Peña | Vitalicio Seg. | a 2"     |

| Pos. | Corridore       | Squadra | Tempo     |
| ---- | --------------- | ------- | --------- |
| 1    | Santos González | ONCE    | 33h45'30" |
| 2    | Abraham Olano   | ONCE    | a 52"     |
| 3    | Ángel Casero    | Festina | a 59"     |

### 11ª tappa
- 5 settembre: Alp > Arcalís (AND) – 136,5 km

Risultati
| Pos. | Corridore       | Squadra        | Tempo    |
| ---- | --------------- | -------------- | -------- |
| 1    | Roberto Laiseka | Euskaltel      | 3h43'25" |
| 2    | Carlos Sastre   | ONCE           | a 50"    |
| 3    | Santiago Blanco | Vitalicio Seg. | a 1'04"  |

| Pos. | Corridore              | Squadra        | Tempo     |
| ---- | ---------------------- | -------------- | --------- |
| 1    | Ángel Casero           | Festina        | 37h32'51" |
| 2    | Roberto Heras          | Kelme          | a 1'15"   |
| 3    | Igor González de Gald. | Vitalicio Seg. | a 1'42"   |

### 12ª tappa
- 7 settembre: Saragozza > Saragozza – 131,5 km

Risultati
| Pos. | Corridore           | Squadra       | Tempo    |
| ---- | ------------------- | ------------- | -------- |
| 1    | Alessandro Petacchi | Fassa Bortolo | 2h44'36" |
| 2    | Giovanni Lombardi   | Deutsche Tel  | s.t.     |
| 3    | Stefano Casagranda  | Alessio       | s.t.     |

| Pos. | Corridore              | Squadra        | Tempo     |
| ---- | ---------------------- | -------------- | --------- |
| 1    | Ángel Casero           | Festina        | 40h17'27" |
| 2    | Roberto Heras          | Kelme          | a 1'15"   |
| 3    | Igor González de Gald. | Vitalicio Seg. | a 1'48"   |

### 13ª tappa
- 8 settembre: Santander > Santander – 143,3 km

Risultati
| Pos. | Corridore         | Squadra       | Tempo    |
| ---- | ----------------- | ------------- | -------- |
| 1    | Mariano Piccoli   | Lampre        | 3h15'44" |
| 2    | Patrice Halgand   | Jean Delatour | a 23"    |
| 3    | Francisco Cabello | Kelme         | s.t.     |

| Pos. | Corridore              | Squadra        | Tempo     |
| ---- | ---------------------- | -------------- | --------- |
| 1    | Ángel Casero           | Festina        | 43h35'31" |
| 2    | Roberto Heras          | Kelme          | a 1'15"   |
| 3    | Igor González de Gald. | Vitalicio Seg. | a 1'48"   |

### 14ª tappa
- 9 settembre: Santander > Lagos de Covadonga – 146,5 km

Risultati
| Pos. | Corridore       | Squadra  | Tempo    |
| ---- | --------------- | -------- | -------- |
| 1    | Andrej Zinčenko | LA-Pecol | 3h38'08" |
| 2    | Igor Pugaci     | Saeco    | a 57"    |
| 3    | Roberto Heras   | Kelme    | a 1'00"  |

| Pos. | Corridore              | Squadra        | Tempo     |
| ---- | ---------------------- | -------------- | --------- |
| 1    | Roberto Heras          | Kelme          | 47h15'54" |
| 2    | Ángel Casero           | Festina        | s.t.      |
| 3    | Igor González de Gald. | Vitalicio Seg. | a 1'48"   |

### 15ª tappa
- 11 settembre: Cangas de Onís > Gijón – 164,2 km

Risultati
| Pos. | Corridore                | Squadra        | Tempo    |
| ---- | ------------------------ | -------------- | -------- |
| 1    | Alvaro González de Gald. | Vitalicio Seg. | 3h48'11" |
| 2    | Pascal Hervé             | Team Polti     | s.t.     |
| 3    | Jon Odriozola            | Banesto        | s.t.     |

| Pos. | Corridore              | Squadra        | Tempo     |
| ---- | ---------------------- | -------------- | --------- |
| 1    | Roberto Heras          | Kelme          | 51h09'21" |
| 2    | Ángel Casero           | Festina        | s.t.      |
| 3    | Igor González de Gald. | Vitalicio Seg. | a 1'48"   |

### 16ª tappa
- 12 settembre: Oviedo > Angliru – 168 km

Risultati
| Pos. | Corridore       | Squadra        | Tempo    |
| ---- | --------------- | -------------- | -------- |
| 1    | Gilberto Simoni | Lampre         | 4h37'34" |
| 2    | Jan Hruška      | Vitalicio Seg. | a 2'19"  |
| 3    | Roberto Heras   | Kelme          | a 2'58"  |

| Pos. | Corridore     | Squadra | Tempo     |
| ---- | ------------- | ------- | --------- |
| 1    | Roberto Heras | Kelme   | 55h49'43" |
| 2    | Ángel Casero  | Festina | a 3'41"   |
| 3    | Pavel Tonkov  | Mapei   | a 4'50"   |

### 17ª tappa
- 13 settembre: Benavente > Salamanca – 155,5 km

Risultati
| Pos. | Corridore      | Squadra       | Tempo    |
| ---- | -------------- | ------------- | -------- |
| 1    | Davide Bramati | Mapei         | 3h24'33" |
| 2    | Biagio Conte   | Saeco         | a 9"     |
| 3    | Fabio Baldato  | Fassa Bortolo | s.t.     |

| Pos. | Corridore     | Squadra | Tempo     |
| ---- | ------------- | ------- | --------- |
| 1    | Roberto Heras | Kelme   | 59h15'23" |
| 2    | Ángel Casero  | Festina | a 3'41"   |
| 3    | Pavel Tonkov  | Mapei   | a 4'50"   |

### 18ª tappa
- 14 settembre: Béjar > Ciudad Rodrigo – 159 km

Risultati
| Pos. | Corridore           | Squadra      | Tempo    |
| ---- | ------------------- | ------------ | -------- |
| 1    | Aleksandr Vinokurov | Deutsche Tel | 3h52'54" |
| 2    | Roberto Laiseka     | Euskaltel    | s.t.     |
| 3    | José Vicente García | Banesto      | s.t.     |

| Pos. | Corridore     | Squadra | Tempo     |
| ---- | ------------- | ------- | --------- |
| 1    | Roberto Heras | Kelme   | 63h19'18" |
| 2    | Ángel Casero  | Festina | a 3'41"   |
| 3    | Pavel Tonkov  | Mapei   | a 4'50"   |

### 19ª tappa
- 15 settembre: Salamanca > Avila – 130 km

Risultati
| Pos. | Corridore          | Squadra       | Tempo    |
| ---- | ------------------ | ------------- | -------- |
| 1    | Mariano Piccoli    | Lampre        | 3h12'49" |
| 2    | Saulius Sarkauskas | LA-Pecol      | s.t.     |
| 3    | Laurent Brochard   | Jean Delatour | s.t.     |

| Pos. | Corridore     | Squadra | Tempo     |
| ---- | ------------- | ------- | --------- |
| 1    | Roberto Heras | Kelme   | 66h22'07" |
| 2    | Ángel Casero  | Festina | a 3'41"   |
| 3    | Pavel Tonkov  | Mapei   | a 4'50"   |

### 20ª tappa
- 16 settembre: Avila > Alto de Abantos – 128,2 km

Risultati
| Pos. | Corridore       | Squadra   | Tempo    |
| ---- | --------------- | --------- | -------- |
| 1    | Roberto Heras   | Kelme     | 3h16'42" |
| 2    | Gilberto Simoni | Lampre    | s.t.     |
| 3    | Roberto Laiseka | Euskaltel | a 3"     |

| Pos. | Corridore     | Squadra | Tempo     |
| ---- | ------------- | ------- | --------- |
| 1    | Roberto Heras | Kelme   | 69h38'49" |
| 2    | Ángel Casero  | Festina | a 4'26"   |
| 3    | Pavel Tonkov  | Mapei   | a 5'35"   |

### 21ª tappa
- 17 settembre: Madrid > Madrid – Cronometro individuale - 38 km

Risultati
| Pos. | Corridore       | Squadra | Tempo   |
| ---- | --------------- | ------- | ------- |
| 1    | Santos González | ONCE    | 45'26"  |
| 2    | Ángel Casero    | Festina | a 6"    |
| 3    | Abraham Olano   | ONCE    | a 1'01" |

| Pos. | Corridore     | Squadra | Tempo     |
| ---- | ------------- | ------- | --------- |
| 1    | Roberto Heras | Kelme   | 70h26'14" |
| 2    | Ángel Casero  | Festina | a 2'33"   |
| 3    | Pavel Tonkov  | Mapei   | a 4'55"   |

## Evoluzione delle classifiche
| Tappa              | Vincitore                   | Classifica generale Maglia oro | Classifica a punti Maglia azzurra | Classifica scalatori Maglia verde | Classifica regolarità Maglia bianca | Classifica a squadre |
| ------------------ | --------------------------- | ------------------------------ | --------------------------------- | --------------------------------- | ----------------------------------- | -------------------- |
| 1ª                 | Alex Zülle                  | Alex Zülle                     | Alex Zülle                        | Carlos Sastre                     | -                                   | Vitalicio Seguros    |
| 2ª                 | Óscar Freire                | Alex Zülle                     | Alex Zülle                        | Eladio Jiménez                    | Andreas Bermejo                     | Vitalicio Seguros    |
| 3ª                 | Jans Koerts                 | Alex Zülle                     | Jans Koerts                       | Eladio Jiménez                    | Andreas Bermejo                     | Vitalicio Seguros    |
| 4ª                 | Óscar Freire                | Alex Zülle                     | Óscar Freire                      | Eladio Jiménez                    | Giancarlo Raimondi                  | Vitalicio Seguros    |
| 5ª                 | Eladio Jiménez              | Alex Zülle                     | Óscar Freire                      | Eladio Jiménez                    | Giancarlo Raimondi                  | Kelme-Costa Blanca   |
| 6ª                 | Paolo Bossoni               | Alex Zülle                     | Óscar Freire                      | Eladio Jiménez                    | Giancarlo Raimondi                  | ONCE-Deutsche Bank   |
| 7ª                 | Roberto Heras               | Alex Zülle                     | Óscar Freire                      | Eladio Jiménez                    | Giancarlo Raimondi                  | ONCE-Deutsche Bank   |
| 8ª                 | Alessandro Petacchi         | Alex Zülle                     | Giovanni Lombardi                 | Eladio Jiménez                    | Giancarlo Raimondi                  | ONCE-Deutsche Bank   |
| 9ª                 | Abraham Olano               | Abraham Olano                  | Giovanni Lombardi                 | Eladio Jiménez                    | Giancarlo Raimondi                  | ONCE-Deutsche Bank   |
| 10ª                | Félix Cárdenas              | Santos González                | Giovanni Lombardi                 | Félix Cárdenas                    | Giancarlo Raimondi                  | ONCE-Deutsche Bank   |
| 11ª                | Roberto Laiseka             | Ángel Casero                   | Giovanni Lombardi                 | Carlos Sastre                     | Giancarlo Raimondi                  | Vitalicio Seguros    |
| 12ª                | Alessandro Petacchi         | Ángel Casero                   | Giovanni Lombardi                 | Carlos Sastre                     | Giancarlo Raimondi                  | Vitalicio Seguros    |
| 13ª                | Mariano Piccoli             | Ángel Casero                   | Giovanni Lombardi                 | Carlos Sastre                     | Gianni Faresin                      | Vitalicio Seguros    |
| 14ª                | Andrej Zinčenko             | Roberto Heras                  | Giovanni Lombardi                 | Carlos Sastre                     | Gianni Faresin                      | Kelme-Costa Blanca   |
| 15ª                | Álvaro González de Galdeano | Roberto Heras                  | Giovanni Lombardi                 | Carlos Sastre                     | Gianni Faresin                      | Vitalicio Seguros    |
| 16ª                | Gilberto Simoni             | Roberto Heras                  | Giovanni Lombardi                 | Carlos Sastre                     | Gianni Faresin                      | Vitalicio Seguros    |
| 17ª                | Davide Bramati              | Roberto Heras                  | Giovanni Lombardi                 | Carlos Sastre                     | Gianni Faresin                      | Vitalicio Seguros    |
| 18ª                | Aleksandr Vinokurov         | Roberto Heras                  | Giovanni Lombardi                 | Carlos Sastre                     | Gianni Faresin                      | Vitalicio Seguros    |
| 19ª                | Mariano Piccoli             | Roberto Heras                  | Giovanni Lombardi                 | Carlos Sastre                     | Gianni Faresin                      | Vitalicio Seguros    |
| 20ª                | Roberto Heras               | Roberto Heras                  | Roberto Heras                     | Carlos Sastre                     | Gianni Faresin                      | Kelme-Costa Blanca   |
| 21ª                | Santos González             | Roberto Heras                  | Roberto Heras                     | Carlos Sastre                     | Gianni Faresin                      | Kelme-Costa Blanca   |
| Classifiche finali | Classifiche finali          | Roberto Heras                  | Roberto Heras                     | Carlos Sastre                     | Gianni Faresin                      | Kelme-Costa Blanca   |

## Classifiche finali

### Classifica generale - Maglia oro
| Pos. | Corridore            | Squadra   | Tempo     |
| ---- | -------------------- | --------- | --------- |
| 1    | Roberto Heras        | Kelme     | 70h26'14" |
| 2    | Ángel Casero         | Festina   | a 2'33"   |
| 3    | Pavel Tonkov         | Mapei     | a 4'55"   |
| 4    | Santos González      | ONCE      | a 5'52"   |
| 5    | Raimondas Rumšas     | Fassa B.  | a 7'38"   |
| 6    | Roberto Laiseka      | Euskaltel | a 10'16"  |
| 7    | Fernando Escartín    | Kelme     | a 11'17"  |
| 8    | Carlos Sastre        | ONCE      | a 12'16"  |
| 9    | Massimiliano Gentili | C. Tollo  | a 13'10"  |
| 10   | Haimar Zubeldia      | Euskaltel | a 13'14"  |

### Classifica scalatori - Maglia verde
| Pos. | Corridore       | Squadra   | Punti |
| ---- | --------------- | --------- | ----- |
| 1    | Carlos Sastre   | ONCE      | 102   |
| 2    | Roberto Heras   | Kelme     | 94    |
| 3    | Roberto Laiseka | Euskaltel | 83    |
| 4    | Félix Cárdenas  | Kelme     | 72    |
| 5    | Gilberto Simoni | Lampre    | 64    |

### Classifica a punti - Maglia azzurra
| Pos. | Corridore           | Squadra     | Punti |
| ---- | ------------------- | ----------- | ----- |
| 1    | Roberto Heras       | Kelme       | 136   |
| 2    | Giovanni Lombardi   | Deutsche T. | 123   |
| 3    | Alessandro Petacchi | Fassa B.    | 116   |
| 4    | Ángel Casero        | Festina     | 95    |
| 5    | Mariano Piccoli     | Lampre      | 92    |

### Classifica regolarità - Maglia bianca
| Pos. | Corridore         | Squadra     | Punti |
| ---- | ----------------- | ----------- | ----- |
| 1    | Gianni Faresin    | Mapei       | 40    |
| 2    | Davide Bramati    | Mapei       | 29    |
| 3    | Mariano Piccoli   | Lampre      | 26    |
| 4    | Andreas Bermejo   | Relax       | 21    |
| 5    | Giovanni Lombardi | Deutsche T. | 20    |

### Classifica a squadre
| Pos. | Squadra            | Tempo      |
| ---- | ------------------ | ---------- |
| 1    | Kelme-Costa Blanca | 211h31'16" |
| 2    | Vitalicio Seguros  | a 6'56"    |
| 3    | Euskaltel-Euskadi  | a 12'22"   |
| 4    | ONCE-Deutsche Bank | a 15'10"   |
| 5    | Mapei-Quick Step   | a 29'18"   |